# Чоранка
Чоранка (рум. Cioranca) — село у повіті Бузеу в Румунії. Входить до складу комуни Мовіла-Банулуй.
Село розташоване на відстані 78 км на північний схід від Бухареста, 19 км на південний захід від Бузеу, 113 км на південний захід від Галаца, 113 км на південний схід від Брашова.

## Населення
За даними перепису населення 2002 року у селі проживала 281 особа, з них 279 осіб (99,3%) румунів. Усі жителі села рідною мовою назвали румунську.